# آزمایشگاه فیزیک پلاسما پرینستون
آزمایشگاه فیزیک پلاسما پرینستون (به انگلیسی: Princeton Plasma Physics Laboratory) مشهور به (PPPL) یک مرکز علمی فدرال در ایالت نیوجرسی آمریکا است.
این آزمایشگاه متعلق به وزارت نیرو ایالات متحده آمریکا و توسط دانشگاه پرینستون اداره می‌شود.